# Ministeriële orden van Frankrijk
Frankrijk kende negentien ministeriële orden die door de verschillende Franse ministeries werden bestuurd en los stonden van het Legioen van Eer.
Het waren voor 1 januari 1964 de
- Orde van de Academische Palmen, (Frans:"Ordre des Palmes Académiques") opvolger van de in 1955 gereorganiseerde Orde van het Openbaar Onderricht (Frans: "Ordre de l’Instruction Publique")
- Orde van Verdienste voor de Landbouw (Frankrijk) (Frans: "l'Ordre du Mérite Agricole")
- Orde van het Openbaar Onderricht (Frans: "Ordre de l’Instruction Publique")
- Orde van Sociale Verdienste (Frankrijk) (Frans:”Ordre du Mérite Social”)
- Orde van Postale Verdienste (Frankrijk) (Frans:”Ordre du Mérite Postal”)
- Orde van Verdienste voor de Volksgezondheid (Frankrijk) (Frans:”Ordre de la Santé Publique”)
- Orde van Commerciële Verdienste (Frankrijk) (Frans:”Ordre du Mérite Commercial”)
- Orde van Toeristische Verdienste (Frankrijk) (Frans:”Ordre du Mérite Touristique”)
- Orde van Ambachtelijke Verdienste (Frankrijk) (Frans:”Ordre du Mérite Artisanal”)
- Orde van Verdienste voor de zorg voor oud-strijders (Frankrijk) (Frans:”Ordre du Mérite combattant”)
- Orde van Sportieve Verdienste (Frankrijk) (Frans:”Ordre du Mérite Sportif “)
- Orde van Verdienste op de Werkplek (Frankrijk) (Frans:”Ordre du Mérite du Travail”)
- Ministeriële Orde van Militaire Verdienste (Frankrijk) (Frans:”Ordre du Mérite Militaire”)

niet te verwarren met de beroemde 18e-eeuwse Orde van Militaire Verdienste
- Orde van Burgerlijke Verdienste (Frankrijk) (Frans:”Ordre du Mérite Civil”)
- Orde van Verdienste voor de Sahara (Frankrijk) (Frans:”Ordre du Mérite Saharien”)
- Orde van Verdienste voor de Nationale Economie (Frans:”Ordre de l'Economie Nationale”)
- Maritieme Orde van Verdienste (Frankrijk) (Frans: "l'Ordre du Mérite Maritime")
- Orde van Kunst en Letteren (Frans: "Ordre des Arts et des Lettres")

Deze ministeriële orden, die in 1963 allen drie rangen - commandeur, officier en ridder - kenden, werden ieder bestuurd door een "Grote Raad" die door de desbetreffende minister werd voorgezeten. De versnippering van het decoratiestelsel werd als een misstand ervaren omdat een duidelijk beleid niet mogelijk was.

Vijftien van deze orden zijn op 1 januari 1964 opgeheven en vervangen door de Nationale Orde van Verdienste maar gebleven zijn de
- Orde van de Academische Palmen, (Frans:"Ordre des Palmes Académiques"), de in 1955 ingestelde opvolger van de in dat jaar opgeheven opgeheven Orde van het Openbaar Onderricht, (Frans:"Ordre l’Instruction Publique") (1866).

De Orde van het Openbaar Onderricht was de opvolger van een door Napoleon I in 1808 ingestelde onderscheiding die de Academische Palmen genoemd werd. De academische palmen hebben dus in de vorm of in de naam van de onderscheiding de eeuwen doorstaan.
- Orde van Verdienste voor de Landbouw (Frankrijk) (Frans: "l'Ordre du Mérite Agricole")

en de
- Maritieme Orde van Verdienste (Frankrijk) (Frans: "l'Ordre du Mérite Maritime")

Daarnaast werd de in 1956 gestichte 
- Orde van Kunst en Letteren (Frans: "Ordre des Arts et des Lettres") aangehouden.

Zie ook: lijst van historische orden van Frankrijk.